# عمر نظر
عمر نظر (1 نوفمبر 1978 في أفغانستان - ) هو لاعب كرة قدم أفغاني في مركز الوسط. شارك مع منتخب أفغانستان لكرة القدم. أما مع النوادي، فقد لعب مع TuS Dassendorf ‏ وSC Condor Hamburg ‏ وبارمبيك أولينهورست ‏ وSC Concordia von 1907 ‏ وVfL Lohbrügge ‏.

## وصلات خارجية
- عمر نظر على موقع ناشيونال فوتبول تيمز (الإنجليزية)